# هکتور گرانادو
هکتور گرانادو (انگلیسی: Héctor Granado؛ زادهٔ ۲۰ مارس ۱۹۸۷) بازیکن فوتبال اهل اسپانیا است.